# Jeanne Gang

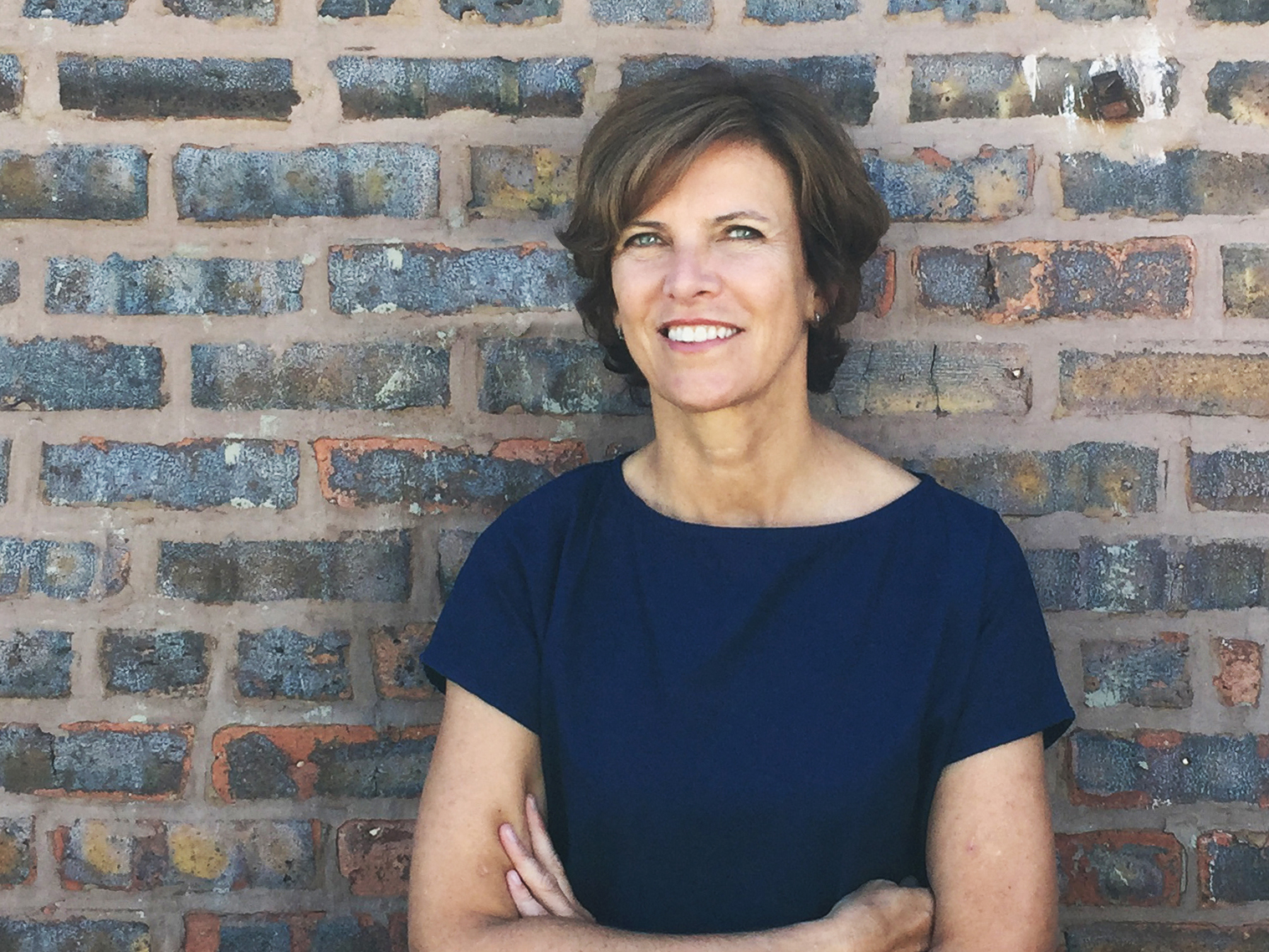
Jeanne Gang

Jeanne K. Gang (* 19. März 1964 in Illinois) ist eine US-amerikanische Architektin.

## Leben

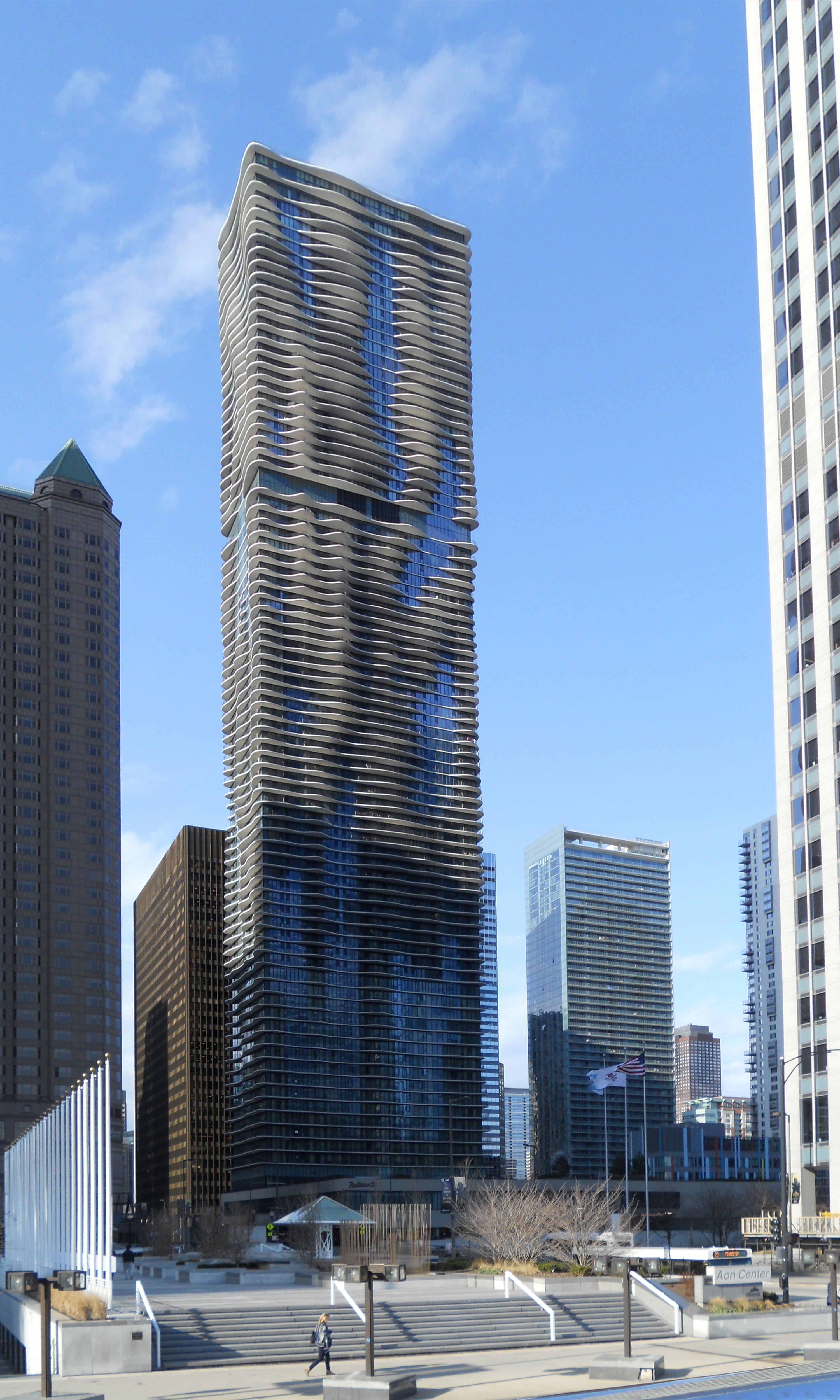
Aqua Tower in Chicago

Sie studierte an der University of Illinois und machte dort ihren Bachelor of Science in Architektur. Ihren Master machte sie anschließend an der Harvard University Graduate School of Design (GSD).
Nachdem sie für das Architekturbüro Office for Metropolitan Architecture (OMA) von Rem Koolhaas gearbeitet hatte, gründete sie 1997 in Chicago mit Studio Gang Architects ihr eigenes Büro für Architektur und Design, das sie zusammen mit ihrem Ehemann Mark Schendel leitet.
Sie war Gastprofessorin bzw. Gastdozentin u. a. am Illinois Institute of Technology, Harvard University Graduate School of Design, Yale School of Architecture und Princeton University Graduate Design Studio.
Jeanne Gang verschaffte sich internationale Anerkennung für den Entwurf  des Aqua Tower, einem 262 m hohen Wohn- und Hotelhochhaus in Chicago. Der Aqua Tower gewann 2009 den Emporis Skyscraper of the Year Award und war 2010 Finalist des Internationalen Hochhauspreises des Deutschen Architekturmuseums.
Im Jahr 2011 wurde Jeanne Gang mit dem MacArthur Fellow ausgezeichnet, ein Jahr später wurde sie in New York zum Mitglied (NA) der National Academy of Design gewählt, 2017 in die American Academy of Arts and Sciences. 2016 wurde sie im Rahmen der Women in Architecture Awards zur Architektin des Jahres gekürt.

## Bauwerke
- 2003 Bengt Sjostrom Starlight Theatre, Rockford, Illinois
- 2008 SOS-Kinderdorf Lavezzorio Community Center, Chicago
- 2007–2009 Aqua Tower, Chicago
- 2010 Lincoln Park Zoo South Pond, Chicago
- 2010 Columbia College Chicago – Media Production Center
- 2015–2020 Vista Tower Chicago, Wohngebäude und Hotel[7]
- 2023 Richard Gilder Center for Science, Education and Innovation, Zubau des American Museum of Natural History, New York City[8]